# Wzorowy Żołnierz

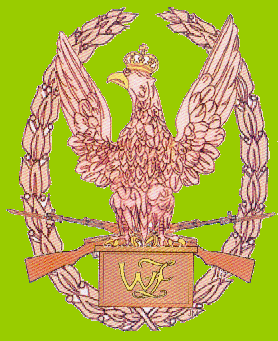
Odznaka wz. 1999

Wzorowy Żołnierz – tytuł honorowy i odznaka nadawana żołnierzom Wojska Polskiego w latach 1950–2010.

## Zasady nadawania odznaki
Jednostopniowa odznaka „Wzorowego Żołnierza” po raz pierwszy została wprowadzona rozkazem Ministra Obrony Narodowej nr 27/MON z 24 kwietnia 1950. Zgodnie ze statutem była nadawana podoficerom i szeregowcom [...] wyróżniającym się oddaniem sprawie Rzeczypospolitej Polskiej, wysokim poziomem moralno-politycznym, najlepszymi wynikami w zakresie szkolenia politycznego, ogólnowojskowego i taktycznego oraz wzorowym zachowaniem się w służbie i poza służbą. Rok później została skasowana, by ponownie zostać wprowadzona do użytku w 1953. W 1958 została przemianowana na odznakę dwustopniową, przy czym stopień pierwszy był najniższy. Z kolei w 1968 została przemianowana na trzystopniową, przy czym stopień pierwszy był najwyższy.
W 1974 nastąpiła nowelizacja statutu, a odznaka uzyskała inny kształt. Zamiast dotychczasowych I, II i III stopnia, wprowadzono odznaki brązowe, srebrne i złote. Opracowano nowe formy plastyczne odznak. Podniesiono kryteria ocen będących podstawą nadawania. Aby uzyskać tytuł i brązową odznakę, szeregowiec lub podoficer musiał wyróżniać się ideowo-politycznym zaangażowaniem, aktywnością społeczną, zdyscyplinowaniem. Średnia ocena z wyszkolenia nie mogła być niższa niż 4,25. „Wzorowym Żołnierzom” w zamian za postawę i wyniki w szkoleniu przysługiwało pierwszeństwo przy wyznaczaniu na wyższe stanowiska, uzyskaniu wyższego stopnia wojskowego, przyjęciu do wojskowych szkół zawodowych. Posiadaczy srebrnych odznak nie obowiązywał egzamin do szkół chorążych i podoficerskich szkół zawodowych. Złota odznaka dawała takie samo prawo ubiegającym się o przyjęcie do szkół oficerskich. Przewidziano również dodatkowe dni urlopu.
Żołnierze, którym nadano wyróżniający tytuł i odznakę „Wzorowego Żołnierza” na podstawie przepisów ustawy z dnia 21 maja 1963 o dyscyplinie wojskowej oraz o odpowiedzialności żołnierzy za przewinienia dyscyplinarne i za naruszenia honoru i godności żołnierskiej, zachowali dotychczasowe uprawnienia związane z tym wyróżnieniem. Odznaki starego wzoru nie podlegały wymianie na odznaki nowego wzoru.
Od 1999 do 2009 tytuł nadawany był za bardzo dobre wykonywanie zadań służbowych i osiąganie bardzo dobrych wyników w szkoleniu przez szeregowych i podoficerów odbywających zasadniczą służbę wojskową lub nadterminową zasadniczą służbę wojskową, którzy odbyli co najmniej sześć miesięcy czynnej służby wojskowej. Zmienił się też wizerunek odznaki.

## Wzór odznaki
Wzór 1958
Odznaka dwustopniowa.
Projektantem odznaki jest Bronisław Ledwarowski, wykonawcą Mennica Państwowa.
I stopnia: na biało-czerwono emaliowanej tarczy głowa żołnierza w hełmie. U dołu napis: WZOROWY ŻOŁNIERZ. I stopień: metal posrebrzany, część, emaliowany 42 x 30 mm, słupek z nakrętką. 
II stopnia: Jak wyżej, ale metal brązowiony.
Wzór 1961
Odznaka identyczna jak wyżej opisana, ale kształt hełmu nieco zmieniony, a na hełmie dodana gałązka wawrzynu. Dwustopniowa: I (srebrna) i II (brązowa). Istniała miniaturka odznaki.
Wzór 1968
Projektant i wykonawca jak w poprzednich pozycjach. Odznaka trzystopniowa: I, II oraz III klasy.
Na biało-czerwono emaliowanej tarczy głowa żołnierza. Na białym tle cyfra 1, 2 lub 3.
Wzór 1973
Projektant i wykonawca jak poprzednio. Odznaka posiada trzy stopnie: złota, srebrna i brązowa.
Złota: na biało-czerwono emaliowanej tarczy głowa żołnierza w hełmie. U dołu napis: WZOROWY ŻOŁNIERZ. Metal pozłacany, część, emaliowany 31 x22 mm, słupek z nakrętką.
Srebrna: jak wyżej, ale metal posrebrzany. Brązowa: jak wyżej, ale metal brązowiony.
Wzór 1999
Odznaka jednostopniowa. Odznakę stanowi owalny wieniec laurowy, otwarty w górnej części, o wymiarach 45 x 45 mm. Na wieńcu są umieszczone dwa skrzyżowane karabiny oraz orzeł z głowicy sztandaru jednostki wojskowej, spoczywający na puszce, wykonane z metalu o barwie brązu. Na puszce jest umieszczony złocony monogram "WŻ". Projektantem odznaki jest Jacek Macyszyn.